# 薛芳渝
薛芳渝（1946年4月21日—），生于重庆，中华人民共和国化学家。清华大学图书馆原馆长。

## 生平
1965年，薛芳渝考入清华大学无线电电子学系，1970年毕业。1972年至1985年，在清华大学化学与化学工程系历任助教、讲师、副教授。1986年起，在清华大学化学系历任副教授、教授。薛芳渝曾经先后担任物理化学教研组主任、化学系副系主任。其间，1987年11月至1988年11月，作为访问学者在荷兰代尔夫特理工大学进修。1997年起，担任清华大学化学系主任。2002年，薛芳渝改任清华大学图书馆馆长。此外，他还兼任全国高校图工委副主任、中国图书馆学会高校分会副主任。2009年，薛芳渝的馆长任期届满，由邓景康接任馆长。
除了在清华大学任职外，薛芳渝还先后兼任北京化学会理事长，中国化学会教育委员会委员，《化学通报》副主编，《大学化学》编委。
薛芳渝长期从事物理化学的教学及科研工作。其主要研究领域为溶液化学、化学热力学、表面化学。

## 逸事
薛芳渝自幼喜爱文艺及体育，初中时曾为学校足球队队员，高中时曾任学校射击队队长。在清华大学学习时，他是清华大学射击队队员。成为清华大学教师后，一次清华大学组织教职工文艺汇演。当时，薛芳渝所在系里合唱缺少指挥老师，薛芳渝老师便被同事们推上舞台，首次尝试担任指挥，合唱曲目为毛泽东的《七律·长征》 ，即“红军不怕远征难……”，拿到了一等奖。当时台下评委中的指挥家聂中明很欣赏薛芳渝的指挥，便和清华大学教师合唱团的领导说，薛芳渝的指挥“节奏感很好，可以培养培养”。由此，薛芳渝同指挥结缘。此后，他连续多年指导清华大学各院系的一二·九合唱（每年12月9日前后，为纪念一二·九运动，清华大学都会举行一二·九合唱活动）。

## 朱令中毒事件
朱令铊中毒事件发生之时，薛芳渝教授担任化学系副系主任。朱令确诊后，朱令父母首先询问李舜伟医生，协和能否出面报警。但李舜伟医生拒绝了。朱令父母商量后，决定打电话给住在清华校园的弟媳陈东，请她找清华校方报警。陈东记得，那时已经是晚上8，9点，她立即冲到了和自己家隔一排家属楼的清华化学系副主任薛芳渝的家。薛芳渝与李舜伟电话确认协和不会报警。然后致电清华大学党委书记贺美英和校长王大中，说情况是铊中毒，现在家属要求报警。两个领导同意后，薛芳渝这才给清华保卫处处长打电话要求报警。但是清华保卫处处长并没有向公安局上报。第二天一早，陈东再次拜访薛芳渝的家，提出把朱令宿舍的其他人清空到别的房间。把现场保护起来。薛芳渝的答复是：”那让她们住哪去啊？学校安排有困难。“陈东记得，薛芳渝还“安慰”她说，马上五一放假了，她们宿舍的人要去泰山旅游。房间没有人。李, 佳佳. . 台湾: 春山出版公司. 2019. ISBN 9869804233.
在这期间朱令的个人用品失窃，包括隐形眼镜小盒、口红、洗发液、浴液和水杯。导致证据丢失。。

## 著作
- 薛芳渝主编 ，物理化学，中央广播电视大学出版社，1991年
- 王军民、薛芳渝、刘芸，物理化学，清华大学出版社，1993年
- 赵莉、薛芳渝，物理化学学习指导，中央广播电视大学，1996年
- The influence of nitrogen on fluid phase equilibria in the system ethane+n-decylbenzene up to 100Mpa, Xue Fangyu, The.W.de Loos, J.de Swaan Arons , fluid Phase Equilibria, 1992，71,273-285 ,
- Excess molar enthalpies of cyloalkanol+n-alkane mixture under high pressure, Ge Li, Yun Liu, Xianda Sun, Fangyu Xue, Thermochimica acta, 1994，247, 283-292
- 王宝峰、赵忠扬、薛芳渝，19F NMR法研究砂岩基质酸化中的氟铝、氟硅配合物， 油田化学，2000，17（2）， 140-143
- 武增华、寇鹏、邱新平、薛芳渝、陈昌和，催化剂对CaO固硫反应动力学的影响， 化学学报，2000，58（11），1316-1321
- 寇鹏、武增华、李亚栋、薛芳渝、陈昌和，颗粒尺度对钙基固硫剂的固硫反应影响规律，燃料化学学报，2000，6，503－507[1]